# Пітер Девід
Пітер Девід (англ. Peter David; 23 вересня 1956, Форт Мід, Меріленд, США — 24 травня 2025) — американський автор коміксів, романи, телебачення, фільми та відеоігри. Його видатна робота з коміксів включає в себе нагороду 12-річної роботи на The Incredible Hulk, а також працює на Aquaman, Young Justice, Supergirl, Fallen Angel, Spider-Man 2099 і X-Factor.